# Église Saint-Aloyse de Strasbourg
L’église Saint-Aloyse est une église paroissiale, catholique, dédiée à saint Louis de Gonzague. Elle située sur la place du même nom dans le quartier de Neudorf à Strasbourg, le long de la Route du Polygone.

## Histoire
Elle fut construite à la fin du XIXe siècle pour répondre à l’augmentation du nombre de fidèles : la chapelle (qui se trouvait rue de la chapelle) n’étant plus assez grande. Dédiée à saint Louis de Gonzague (en allemand Aloysius von Gonzaga)[pourquoi ?], elle fut consacrée le 16 octobre 1887. Le nom de Aloyse vient de l'allemand Aloysius von Gonzaga, donnant le nom de Aloysiuskirche. Elle également retranscrit en français « église Saint-Aloïse ».

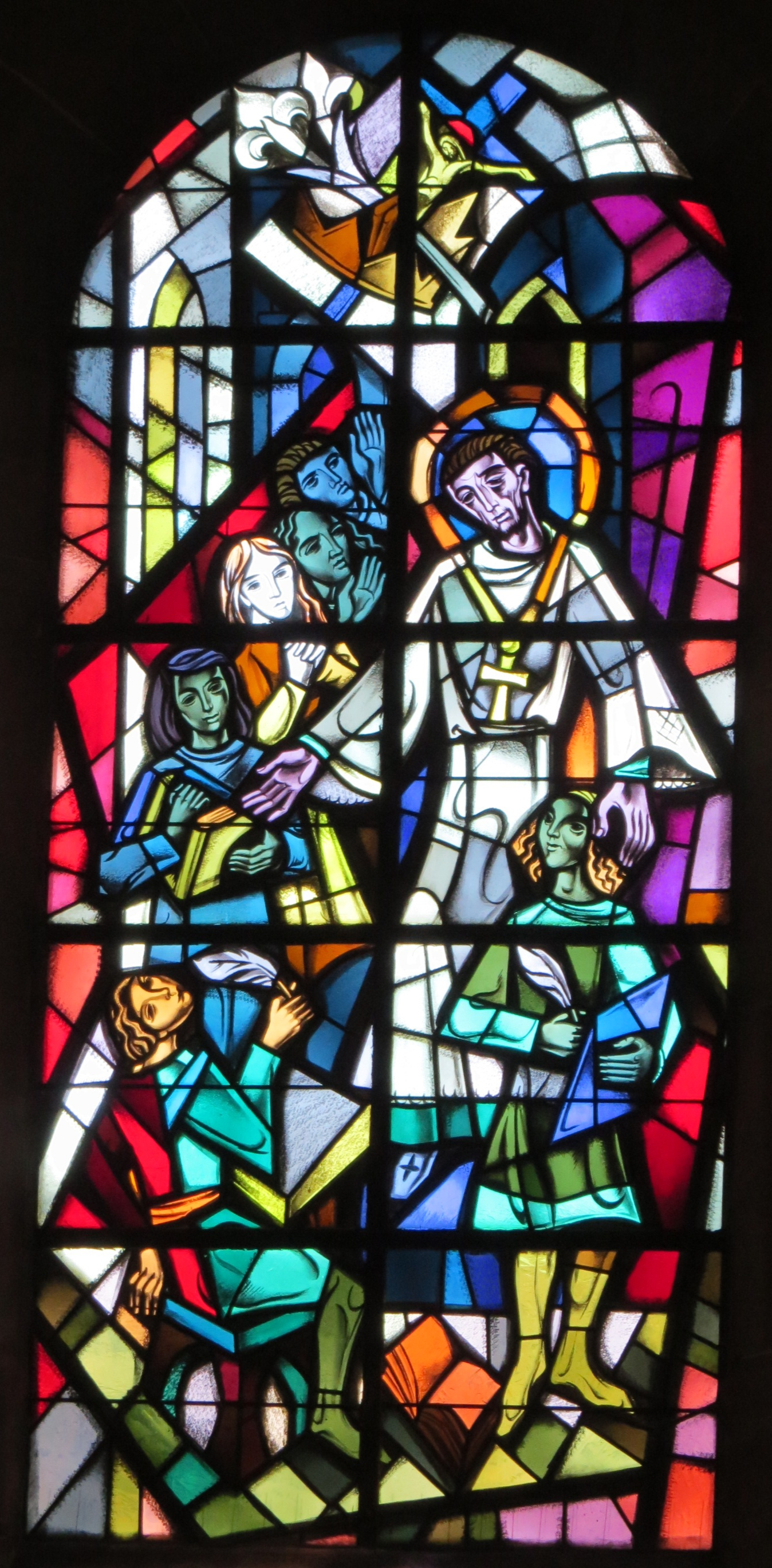
Louis de Gonzague saint patron de la jeunesse à Saint Aloyse Neudorf

On y trouve la pietà de Notre-Dame de la Citadelle ; cette statue se trouvait dans l’église Saint-Louis de la citadelle de Strasbourg qui fut détruite durant le siège de 1870. Dans un premier temps conservée chez un particulier la statue a ensuite trouvé une place dans cette église depuis le 16 novembre 1887.

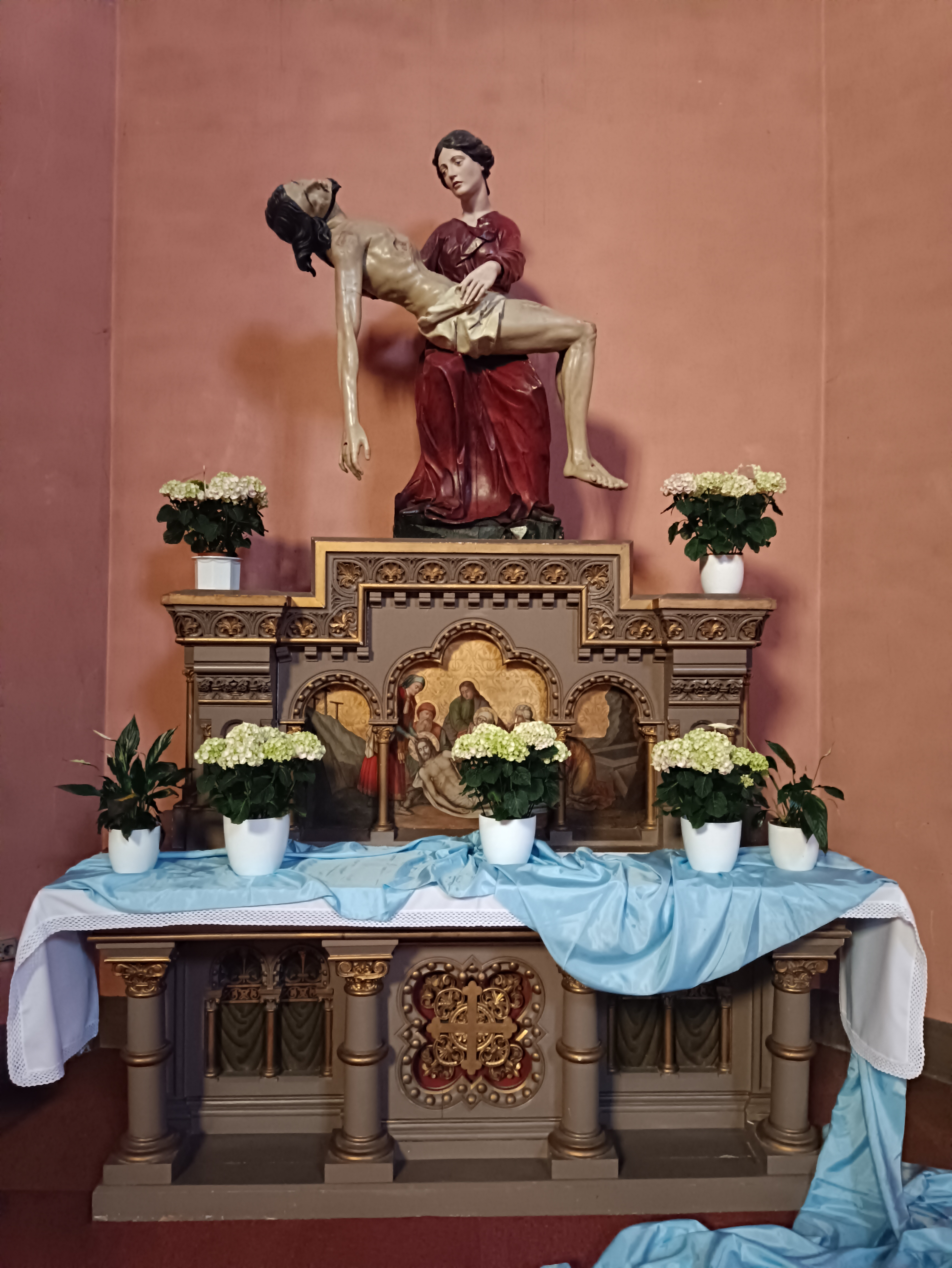
Statue La Pieta Vierge des douleurs à Saint Aloyse Neudorf

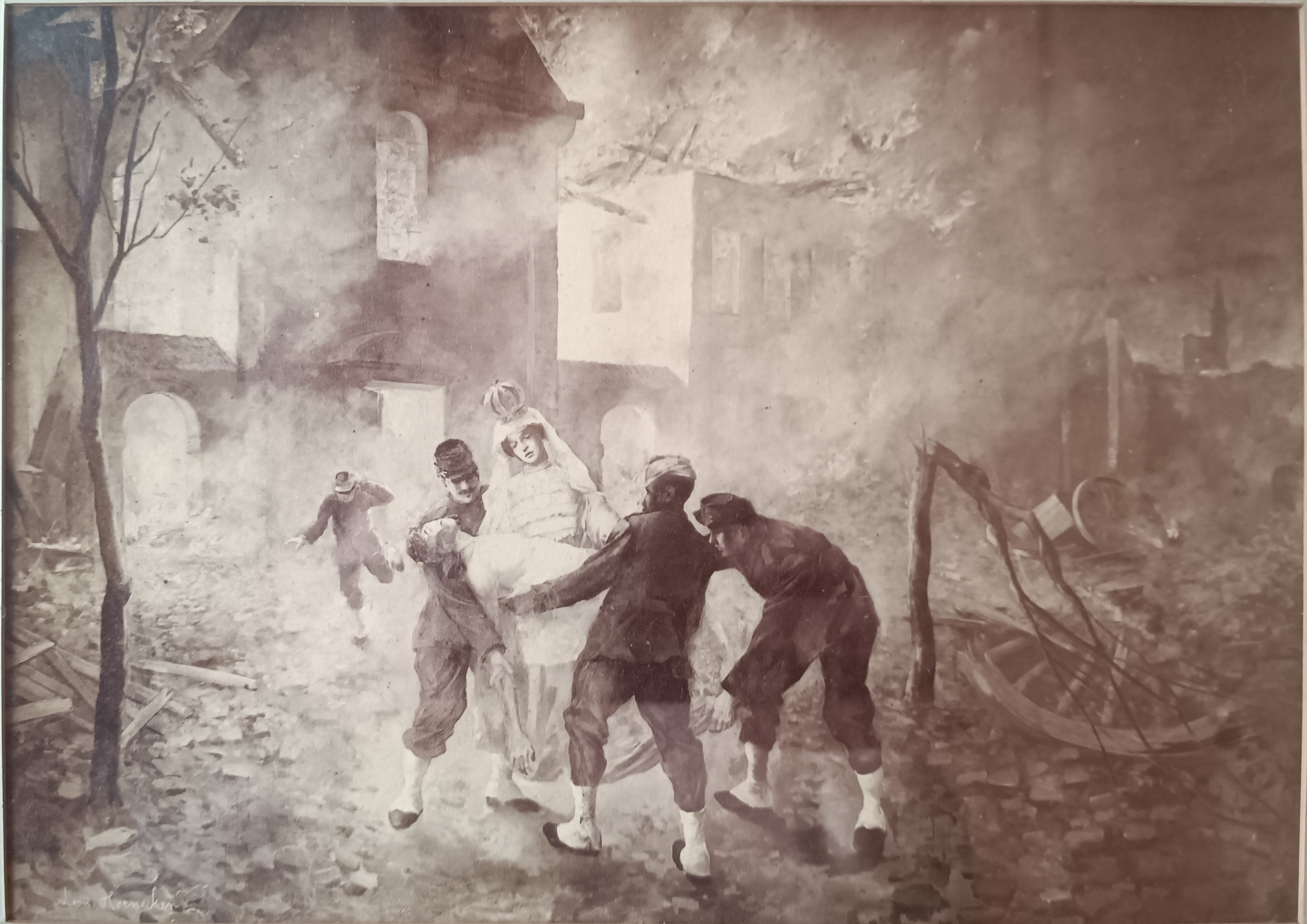
Transfert de la pietà de l'église Saint-Louis à l'église Sainte Aloyse en 1870, ébauche à l'encre de la peinture originale dans l'église Sainte aloïse

## Architecture
Le style de l’église est néo-roman. Le bâtiment est orienté le chœur au sud-est. Une chapelle dédiée au Sacré-Cœur se trouve au nord de l’édifice. Dans  un transept se trouve la pieta. Les trois portes de la façade ouest donnent sur un narthex.

## Mobiliers, Vitraux, peintures, statues
Cet édifice est riche de plusieurs art.

### Mobiliers: un baldaquin
Le mobilier remarquable de l'église est la présence d'un baldaquin sur le maître-autel, avec en dessous un immense Christ en croix, sur le toit un Christ en gloire entouré des quatre Vivants et de deux apôtres, Pierre et Jean.

### Vitraux: Louis de Gonzague, Jésus-Christ, la Vierge Marie
La majorité des vitraux ont été réalisés par les frères Ott vers 1953 et abordent en particuliers les thèmes de Louis de Gonzague, Jésus-Christ, la Vierge Marie.
- Dans le chœur, deux vitraux au centre représentent la vie de Saint Louis de Gonzague, tel que sa première communion et son apostolat de la jeunesse ;
- Cinq vitraux abordent les mystères du Christ tels que la Multiplication des pains, la rencontre à Emmaüs, l'Ascension et la Résurrection, et à l'entrée principale le Jugement du Christ entouré du pape alsacien Léon et du roi Saint Louis ;
- Dans le transept au-dessus de la piéta, cinq vitraux abordent la vie de la Vierge-Marie tel que le Recouvrement du Christ, l'Assomption de la Vierge, la Passion du Christ, l'Immaculée conception à Lourdes et l'Annonciation.
- Sur le transept côté orgue sont présents Sainte Cécile de Rome et Saint Hilaire de Poitiers avec sa fille Abra et son épouse.
- Les allées de la nef sont ornées par des vitraux évoquant l'enseignement par Jésus des sept béatitudes.

### Peintures: Les sept sacrements, les dix commandements
Deux séries de peintures sous les vitraux forment une catéchèse remarquable sur les fondamentaux de la foi catholique.
- La première série dans le chœur, réalisée par Carola Sorg vers les années 1894, évoque les sept sacrements avec au centre la Dernière Cène entourée de la première communion de Louis de Gonzague et de la dernière communion du roi Saint Louis.

Les Sept Sacrements : peintures du chœur
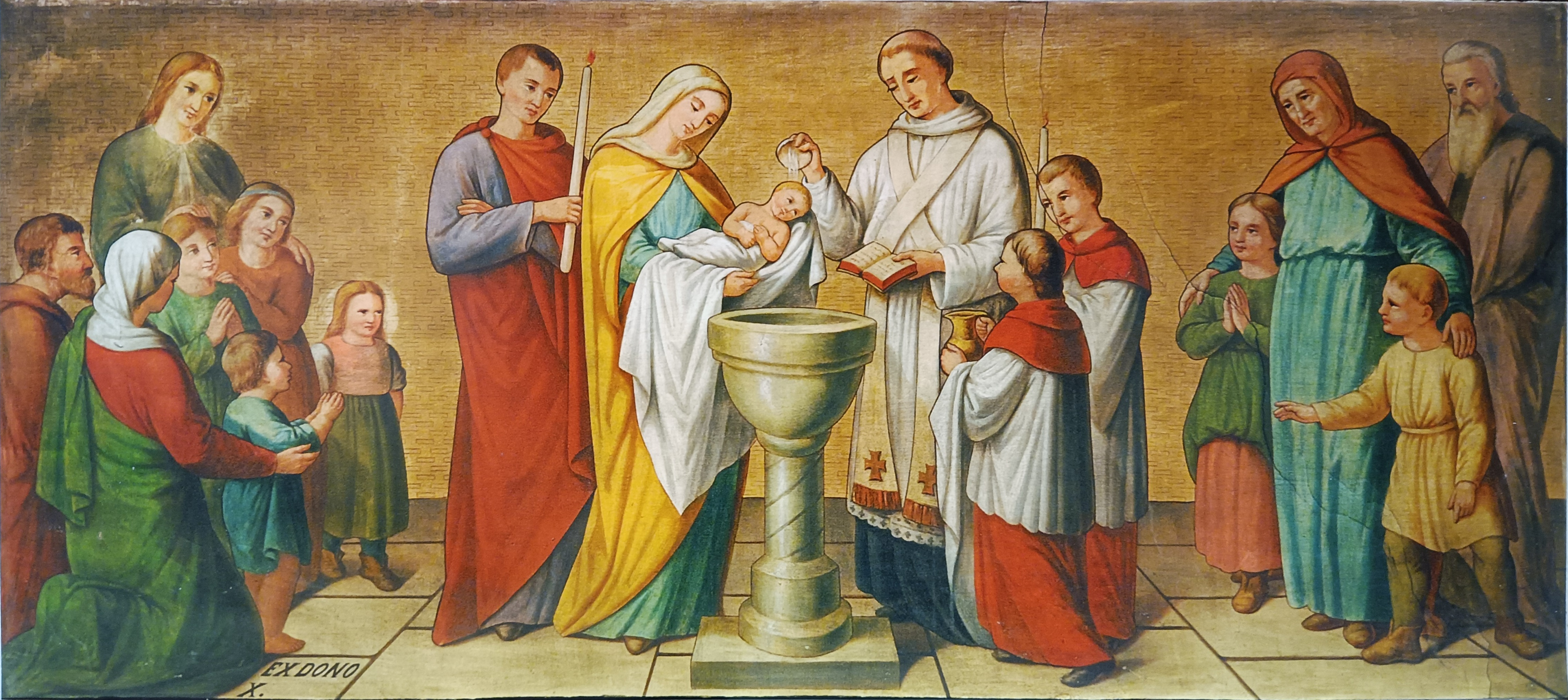
1. Le baptême d'un enfant
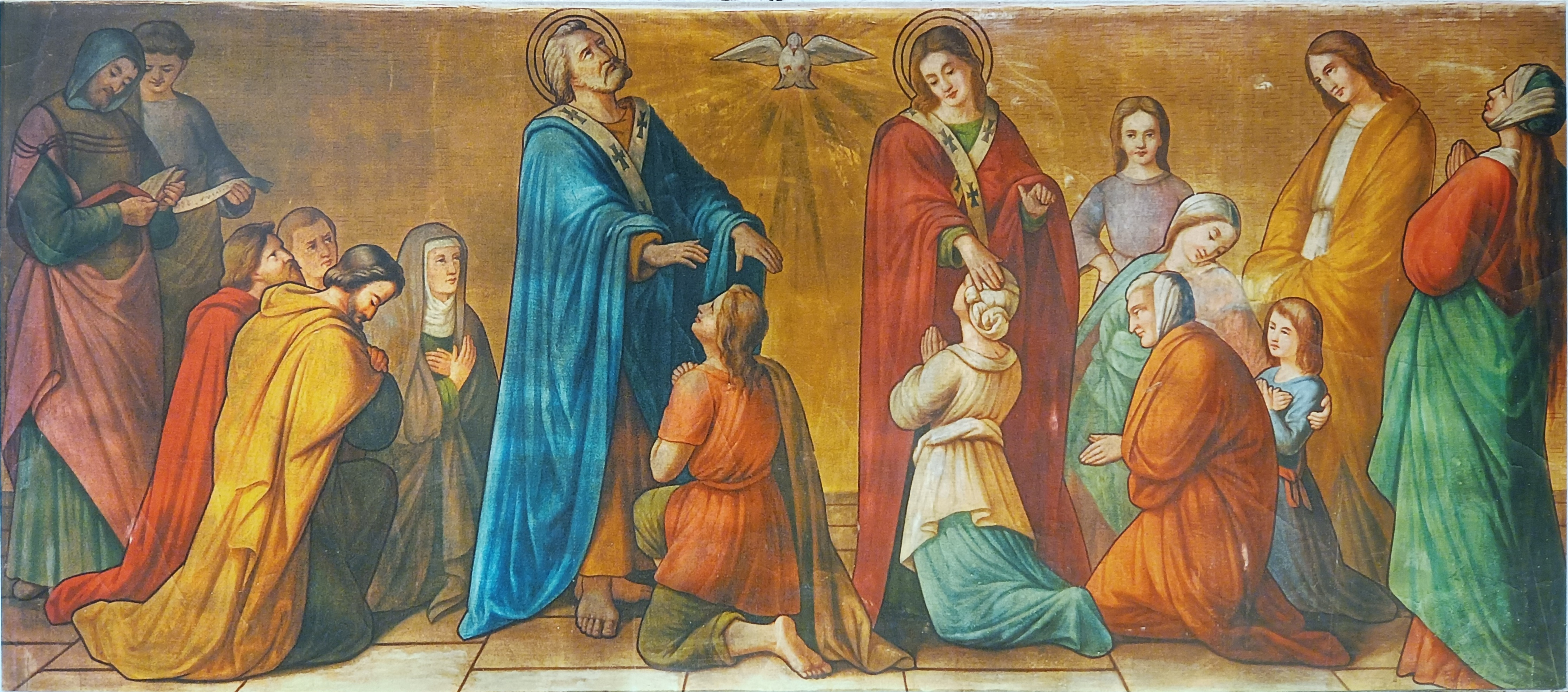
2. La Confirmation par deux évêques
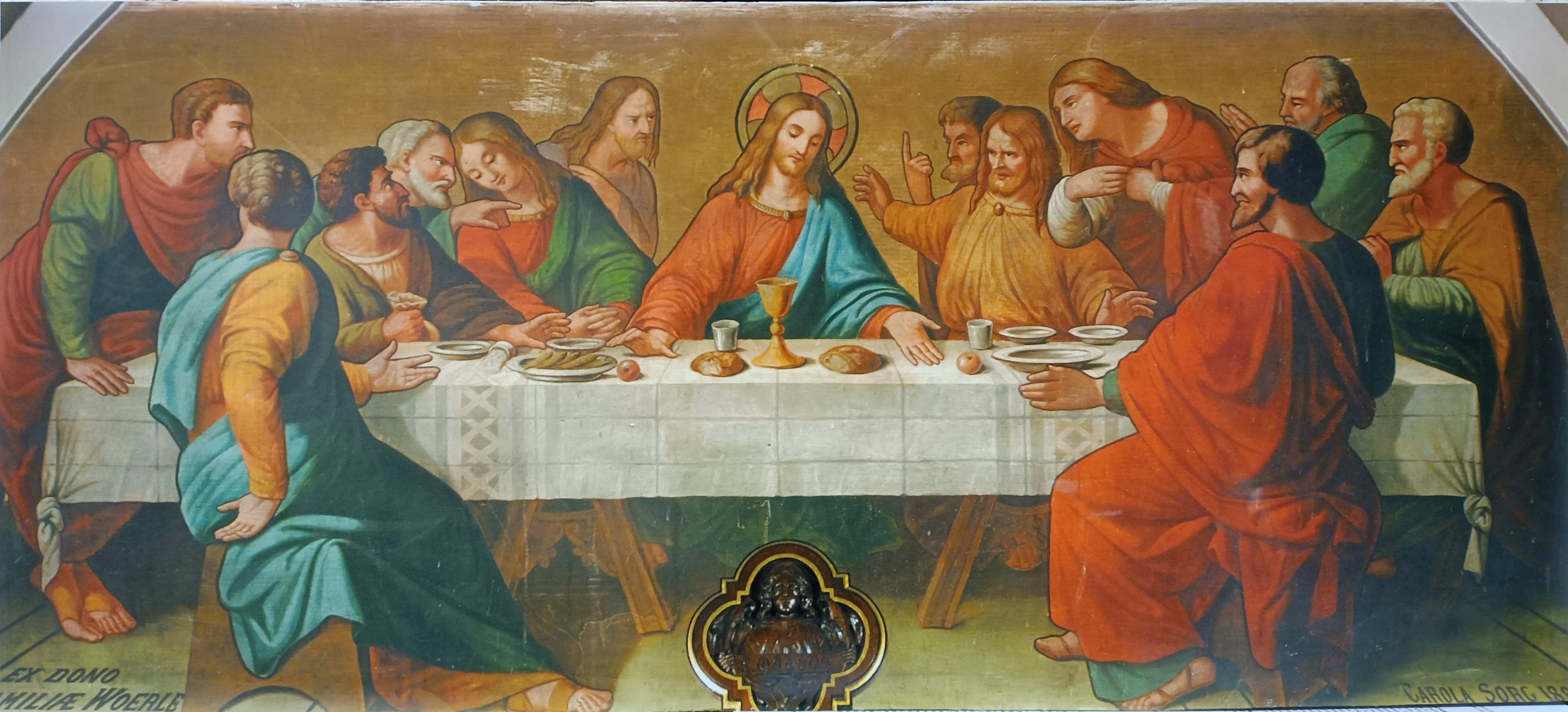
3. L'Eucharistie, institution par Jésus[6].
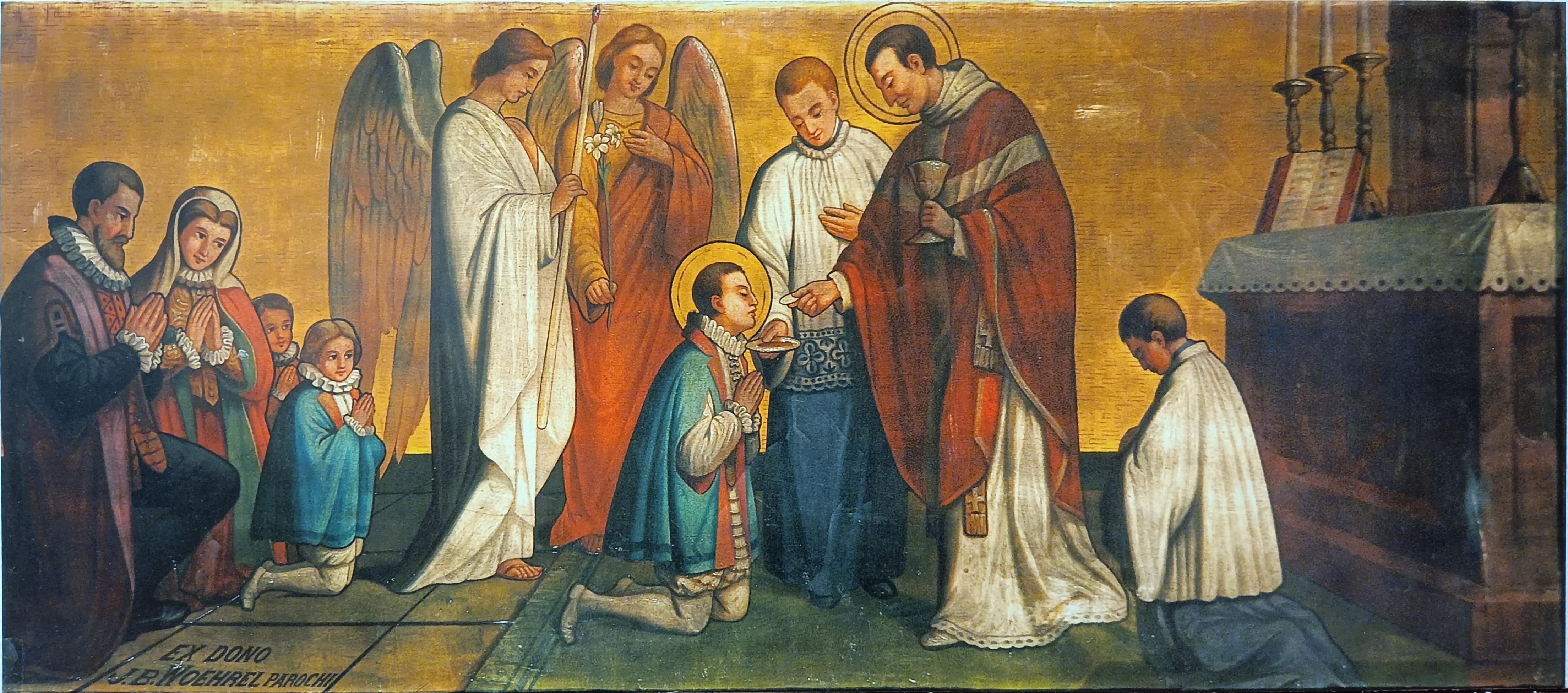
3bis. La première communion de Louis de Gonzague
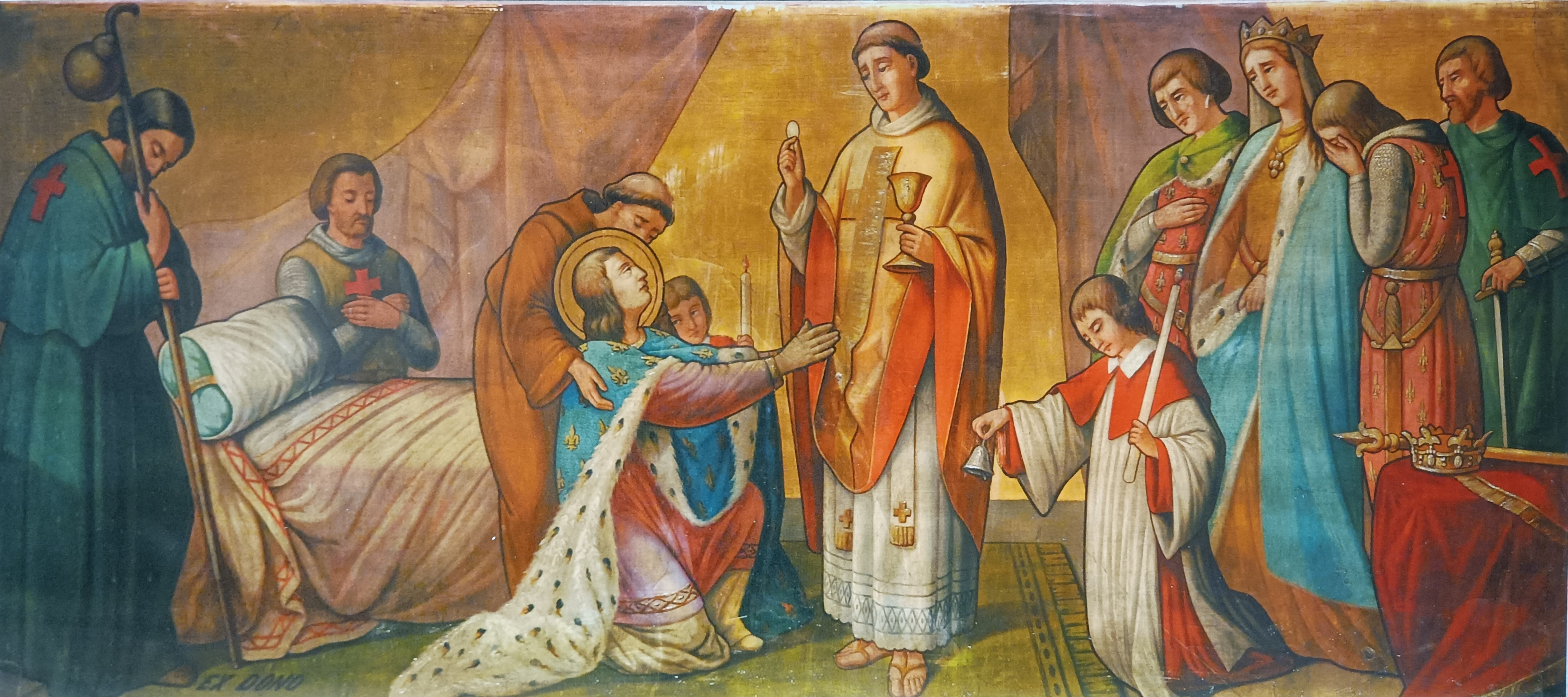
3ter. La dernière communion du roi Saint-Louis
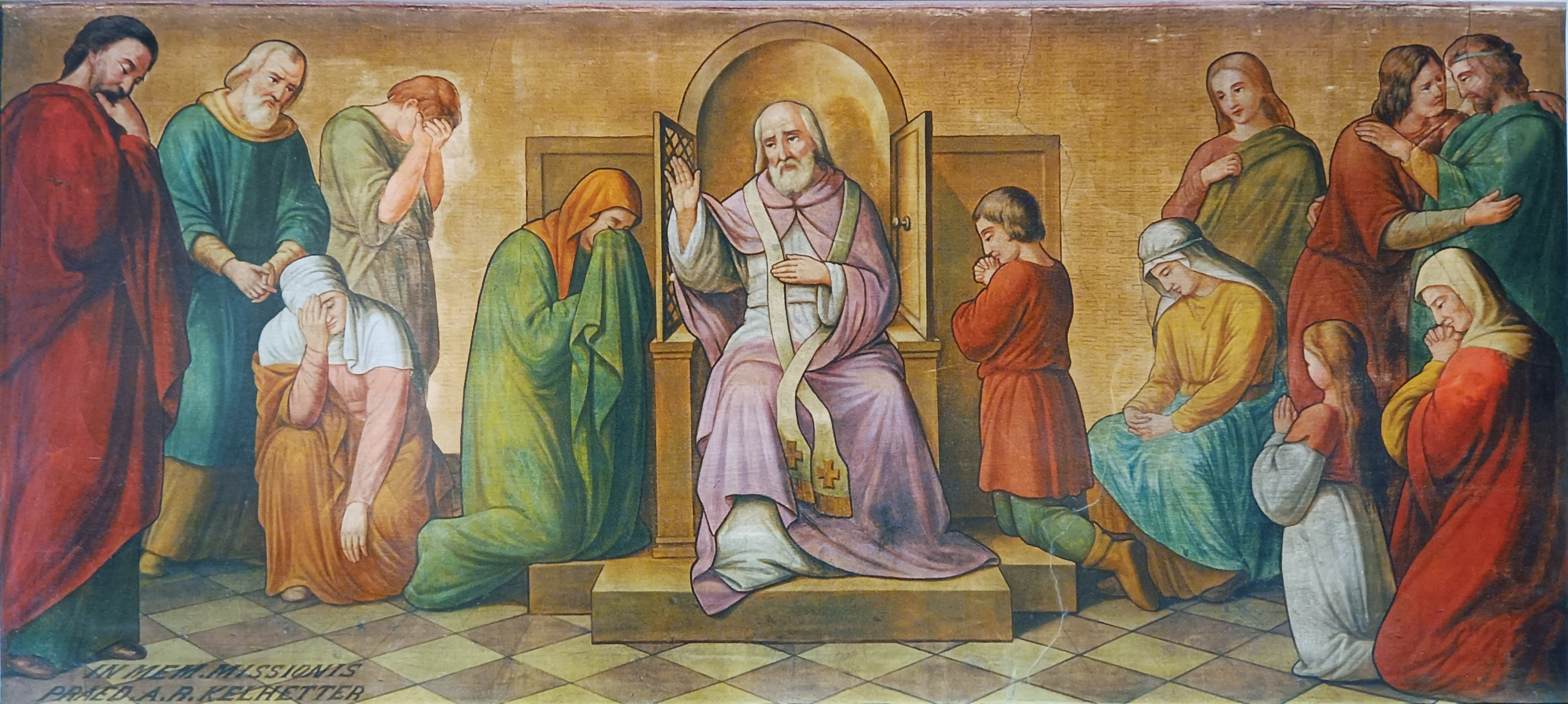
4. La Confession par un prêtre
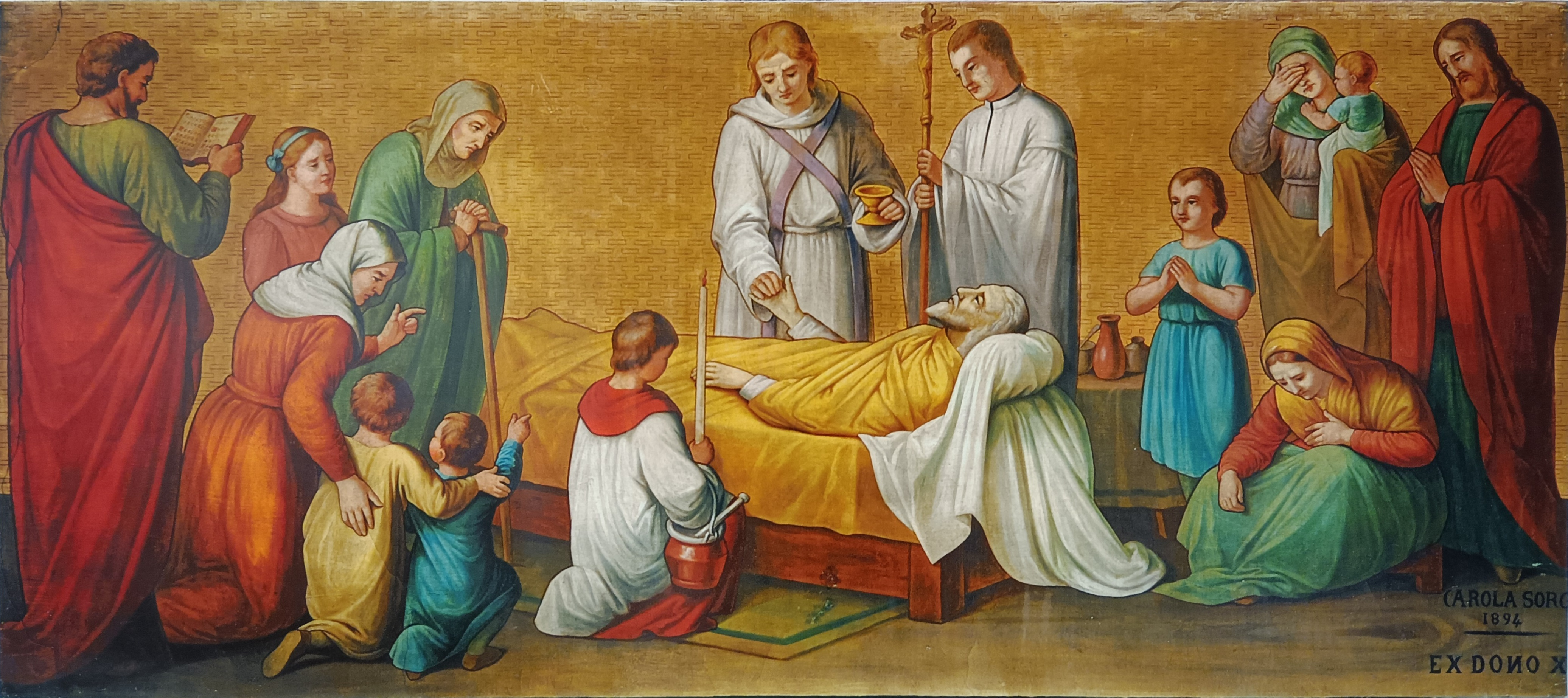
5. L'onction des malades à un mourant
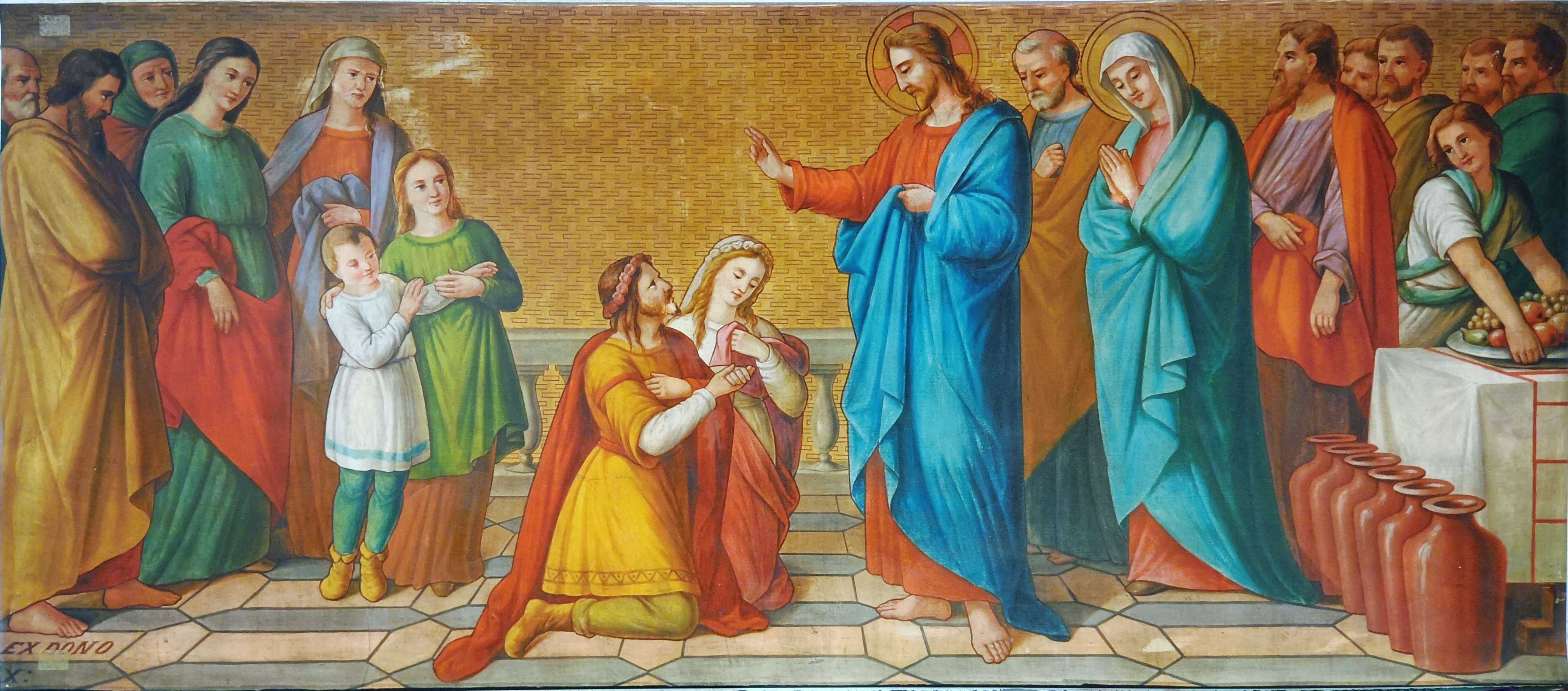
6. Le mariage, bénédiction des époux par Jésus aux noce de Cana
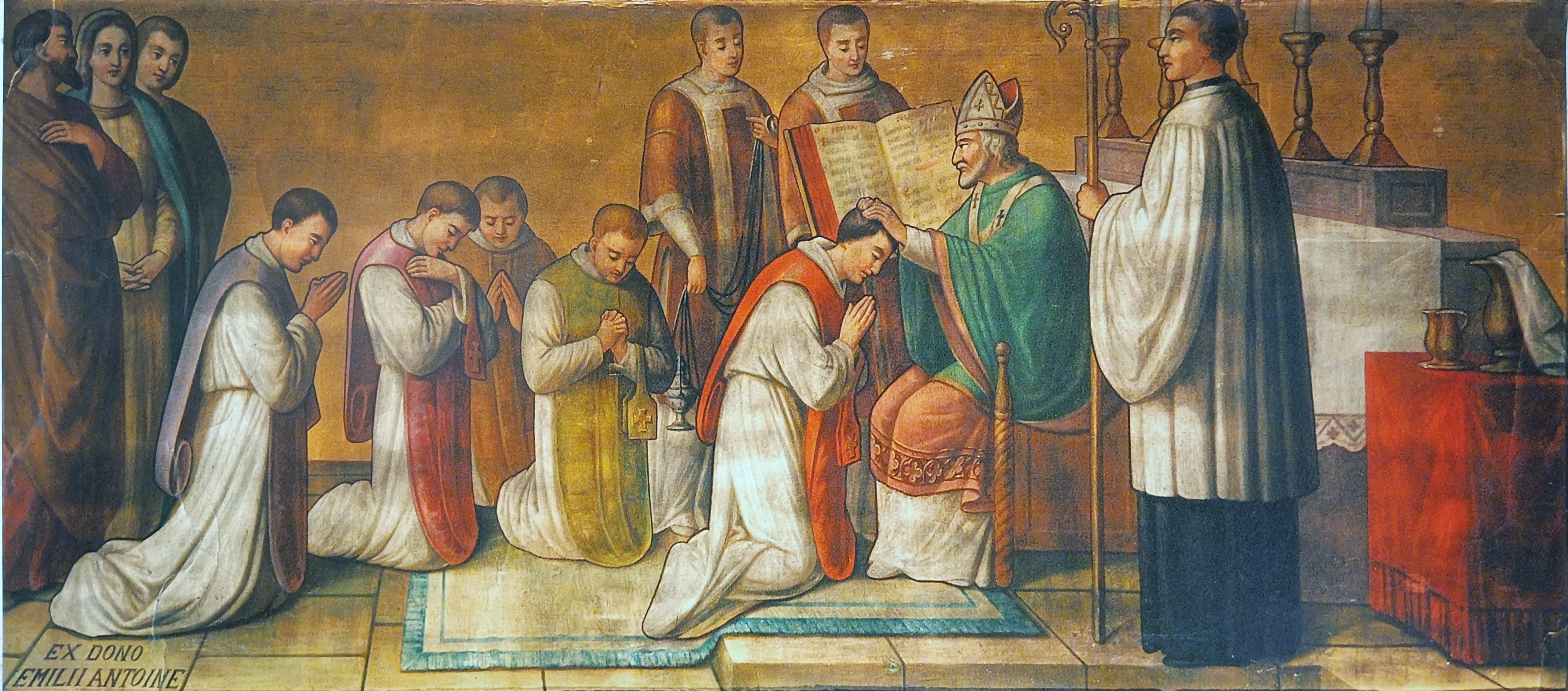
7. L'ordination d'un prêtre par l'évêque

- La deuxième série dans la nef, réalisé entre 1898 et 1901 par Ad. Walker[11], illustre les dix commandements par des épisodes bibliques. En commençant par la droite avec le premier des commandement :

Les Dix commandements : peintures de la nef
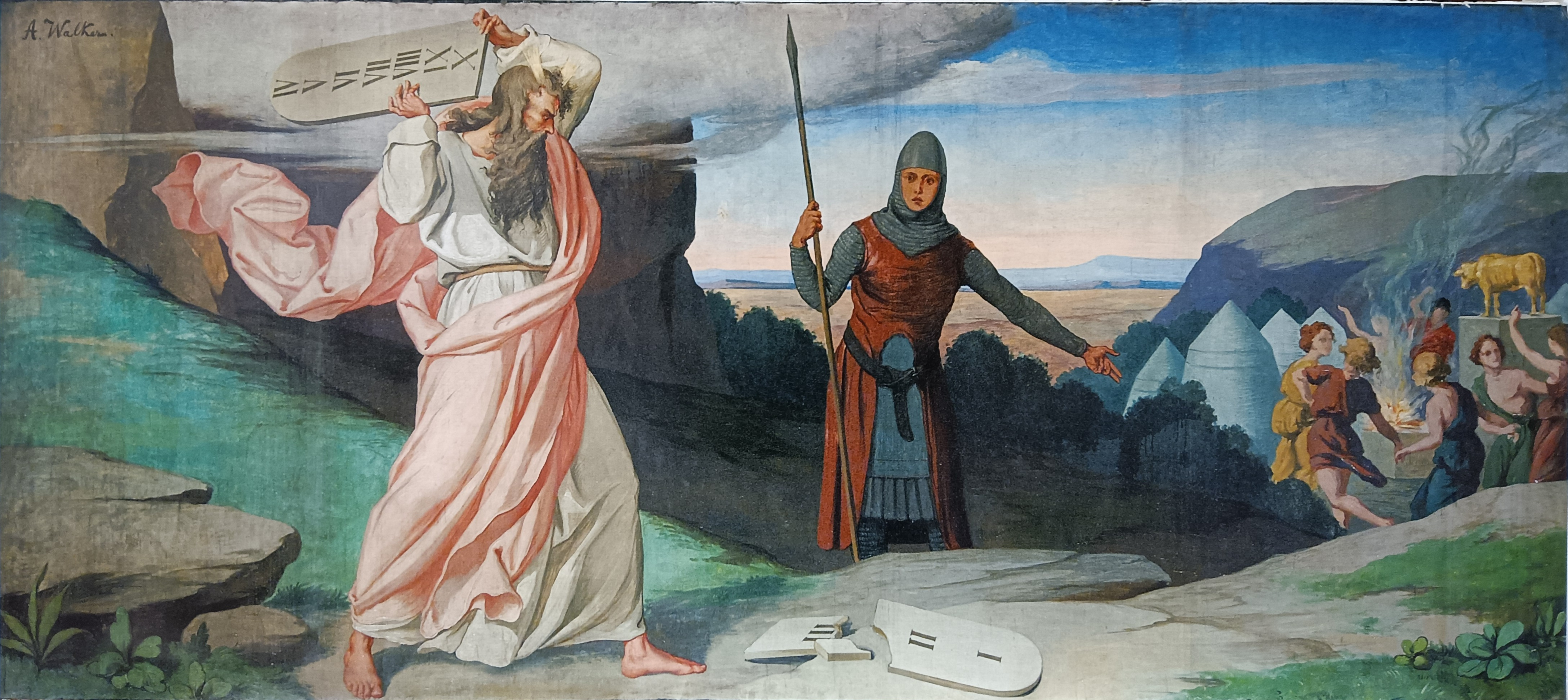
I. L'adoration du Veau d'or
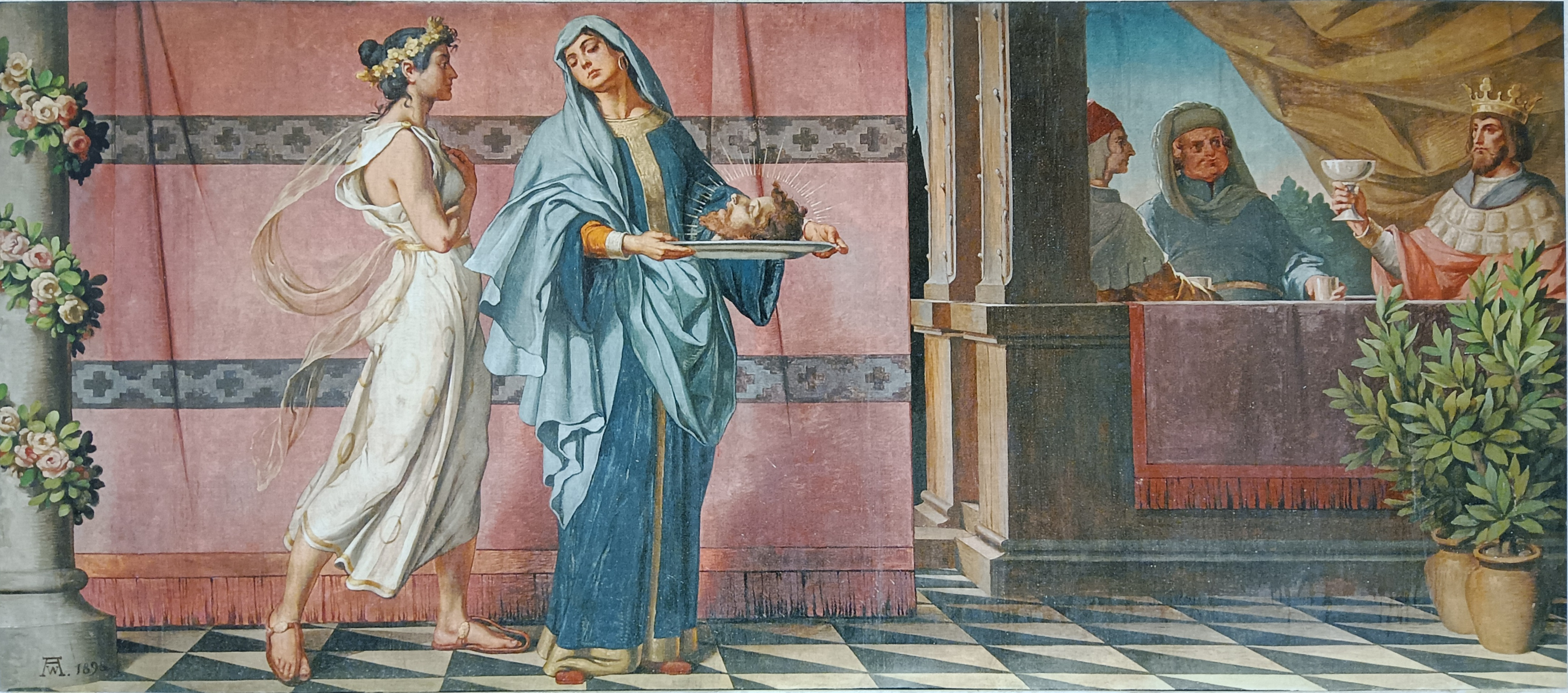
II. Le serment d'Hérode et la tête de Jean
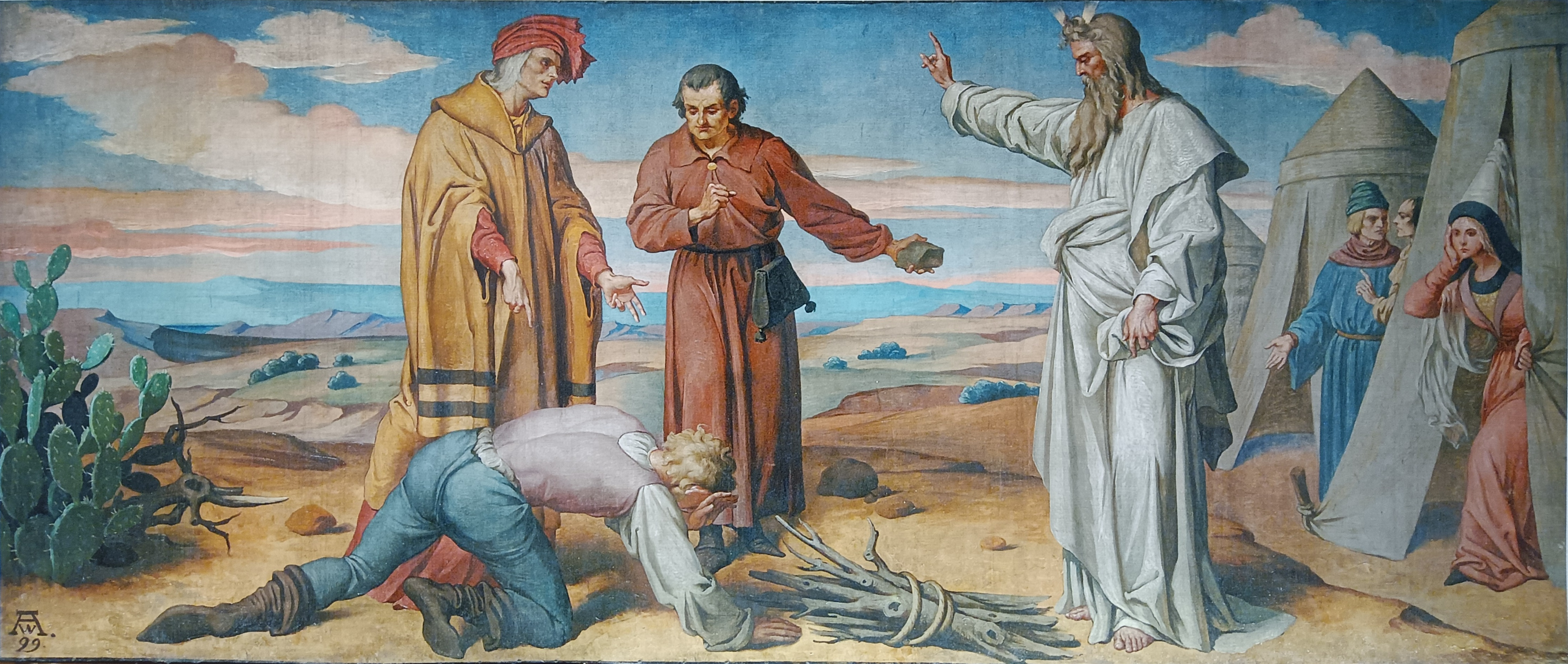
III. Moïse jugeant un travail fait lors du Repos
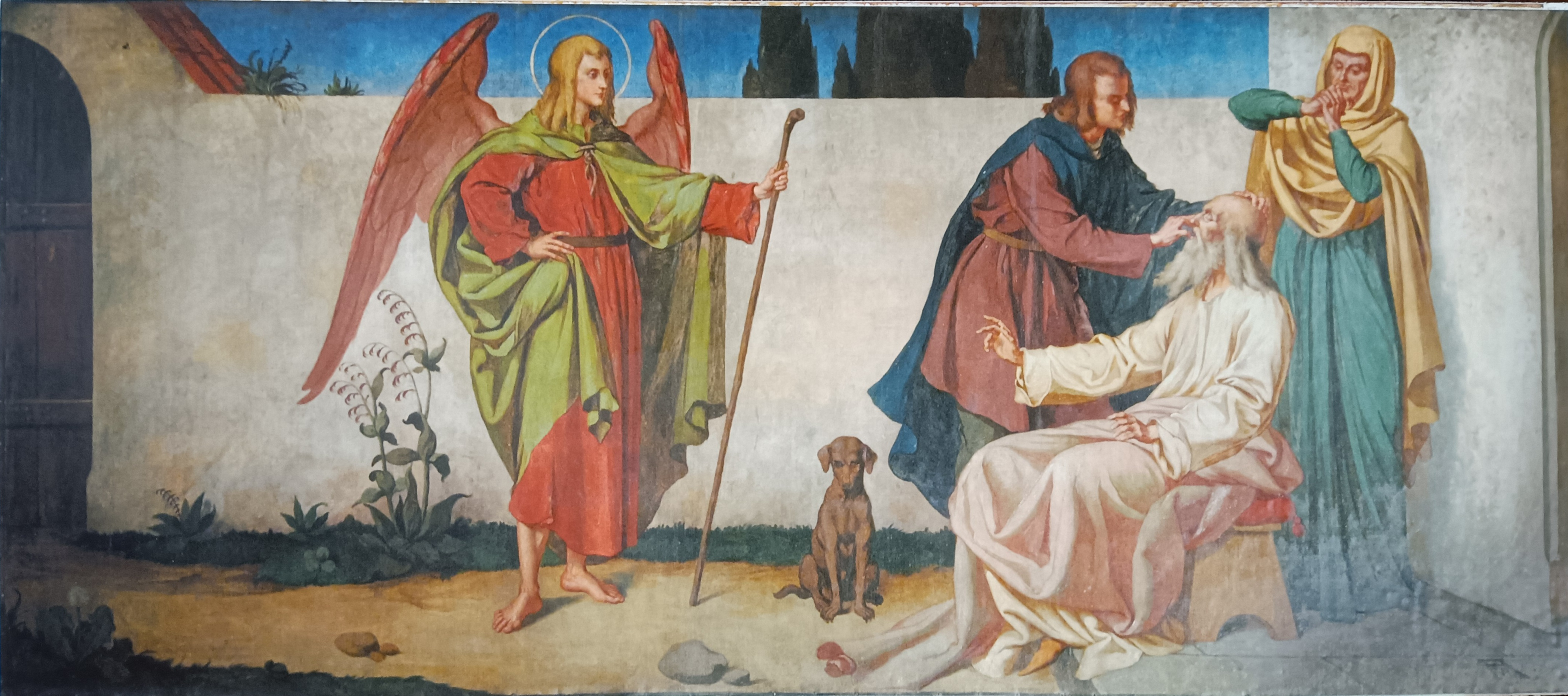
IV. Tobie honore son père avec Raphaël
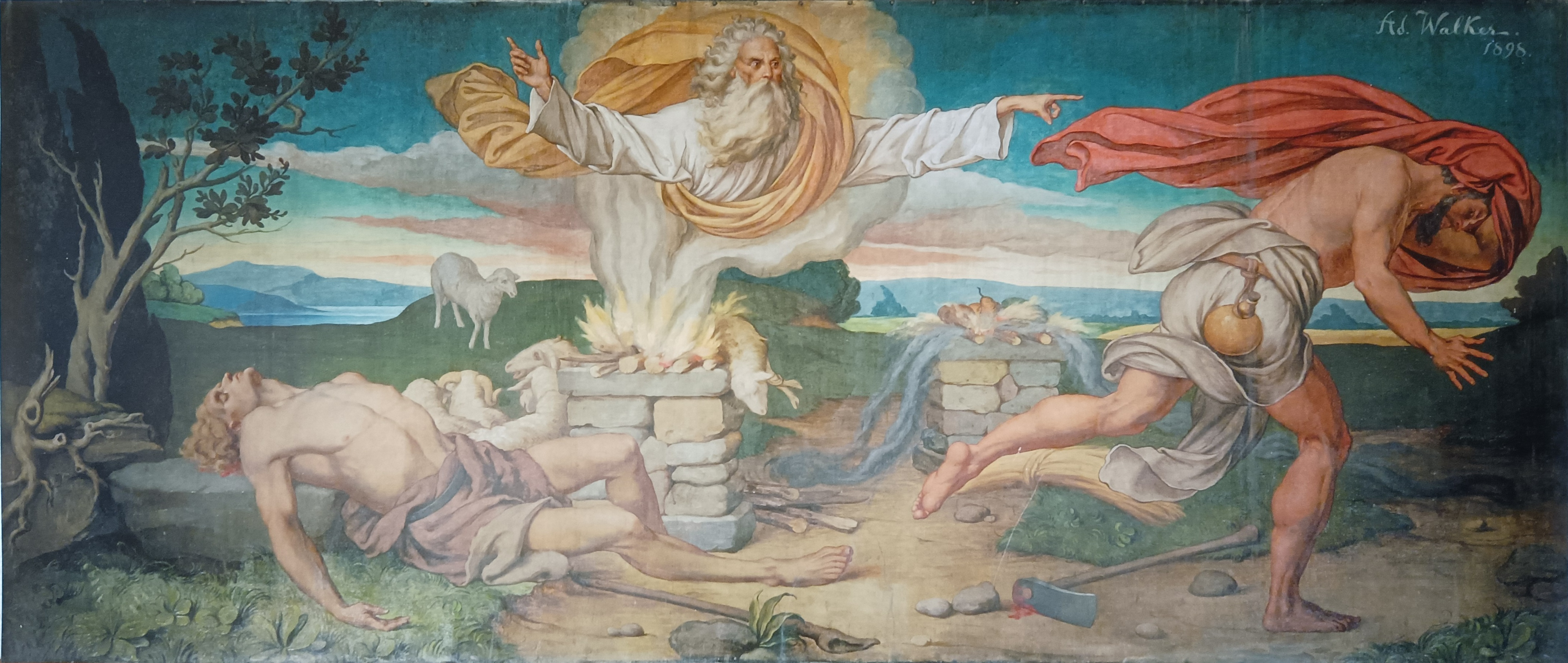
V. Caïn tue son frère Abel
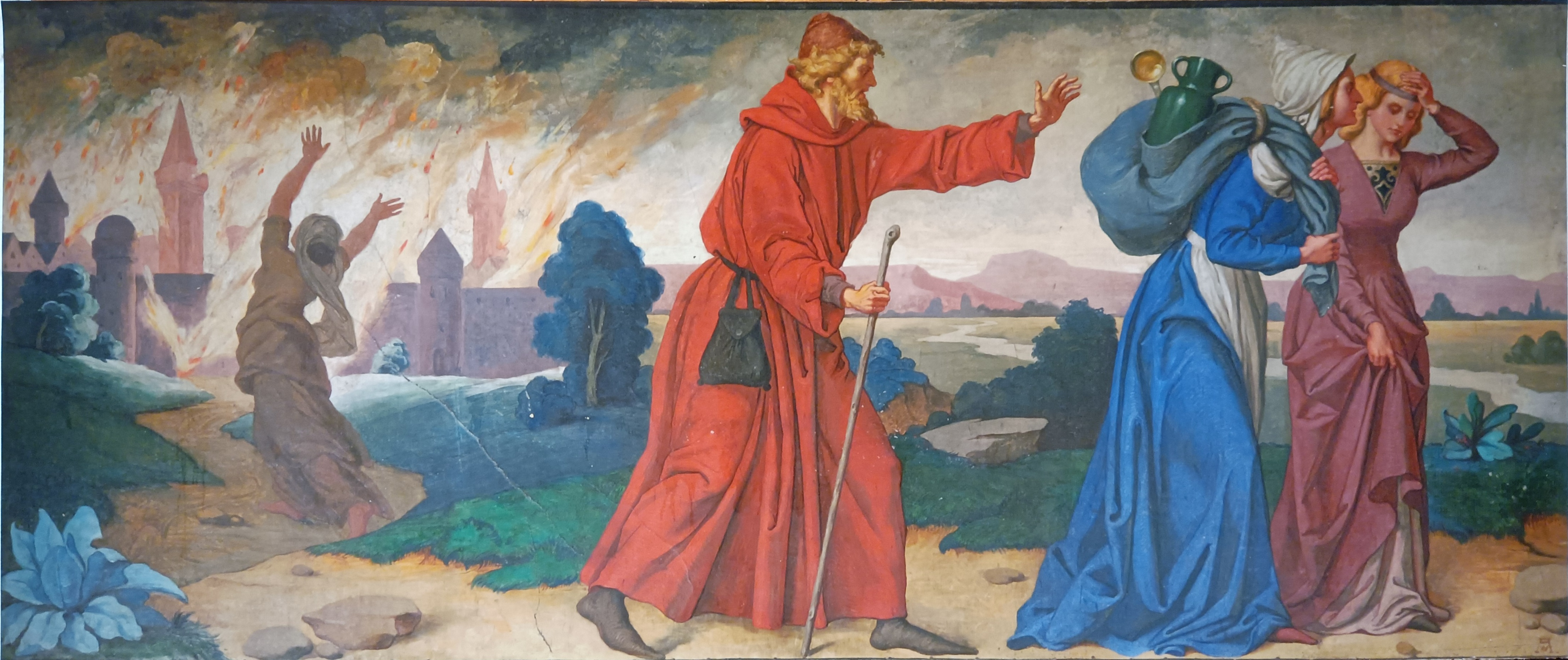
VI. Loth convoité par ses filles
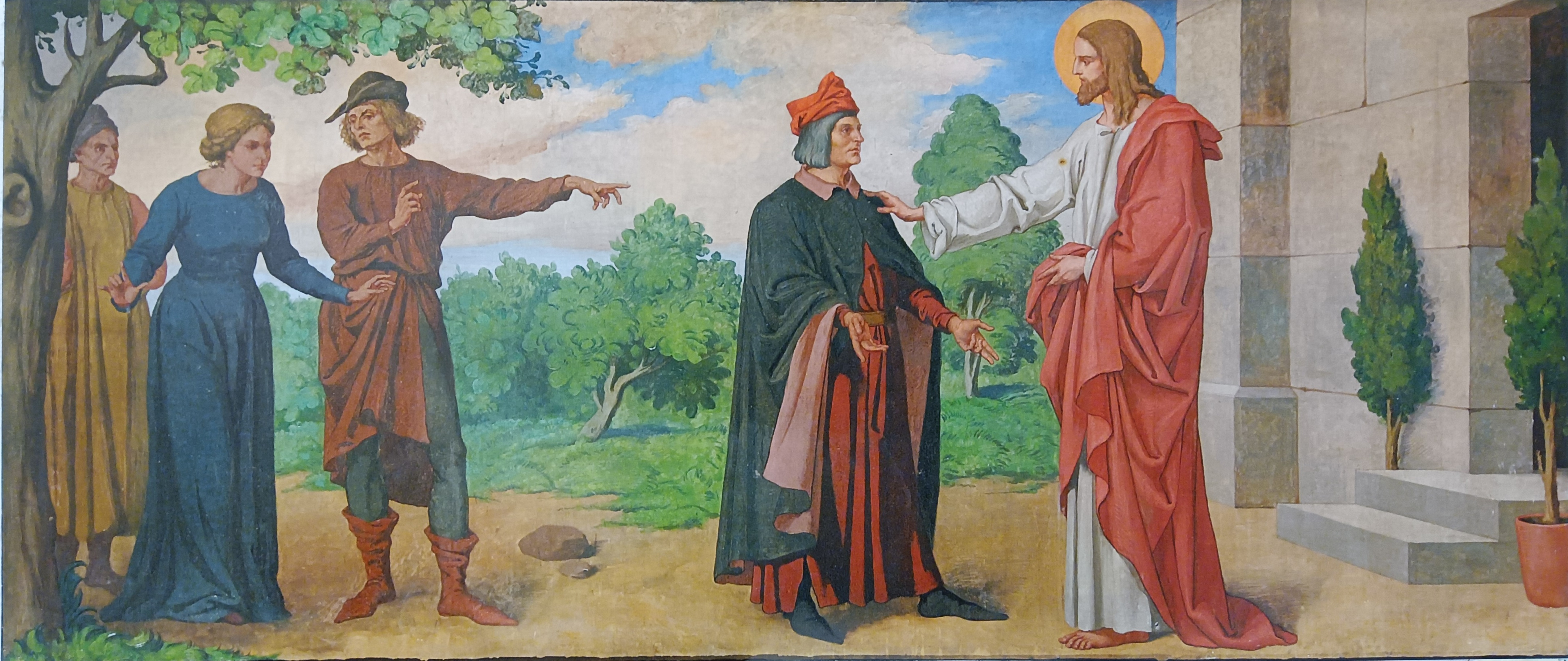
VII. Jésus et l'héritage à partager
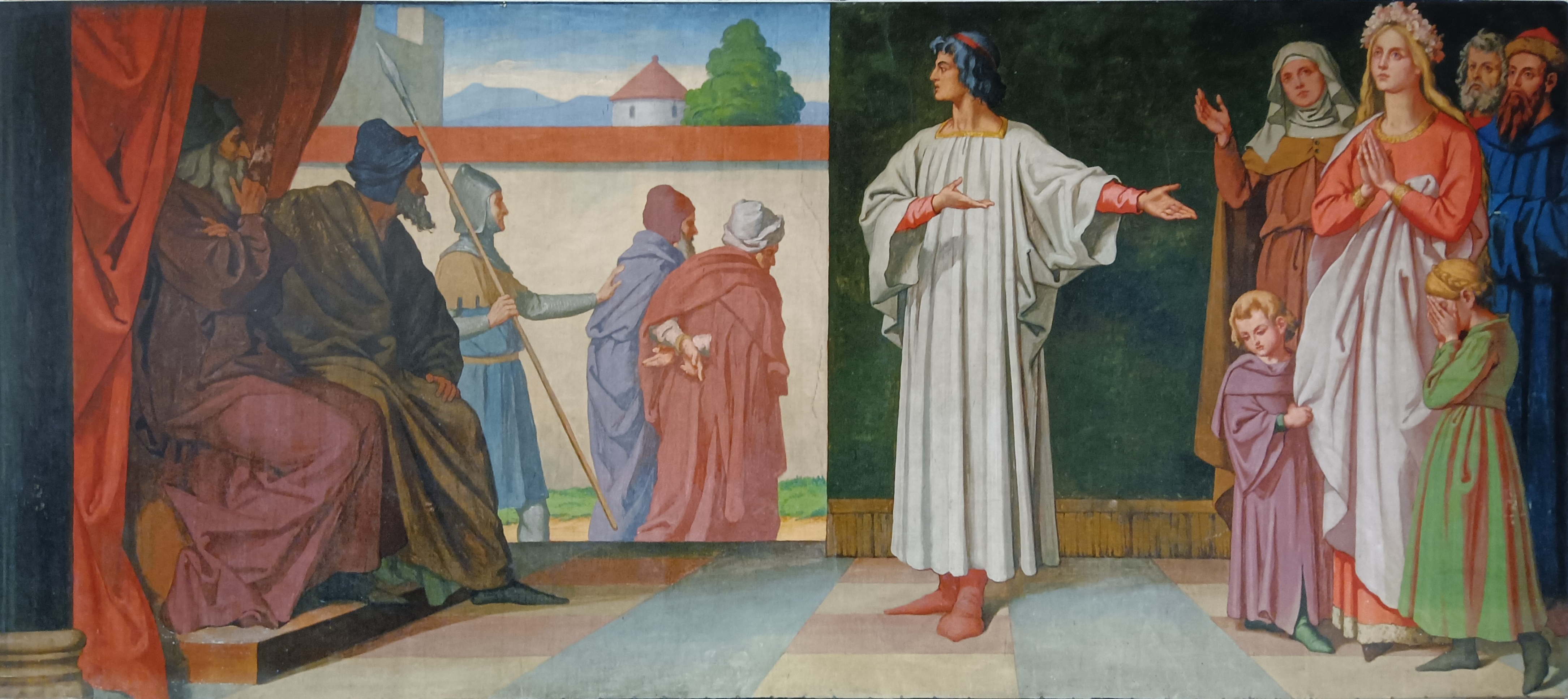
VIII. Daniel sauve Suzanne des deux pervers
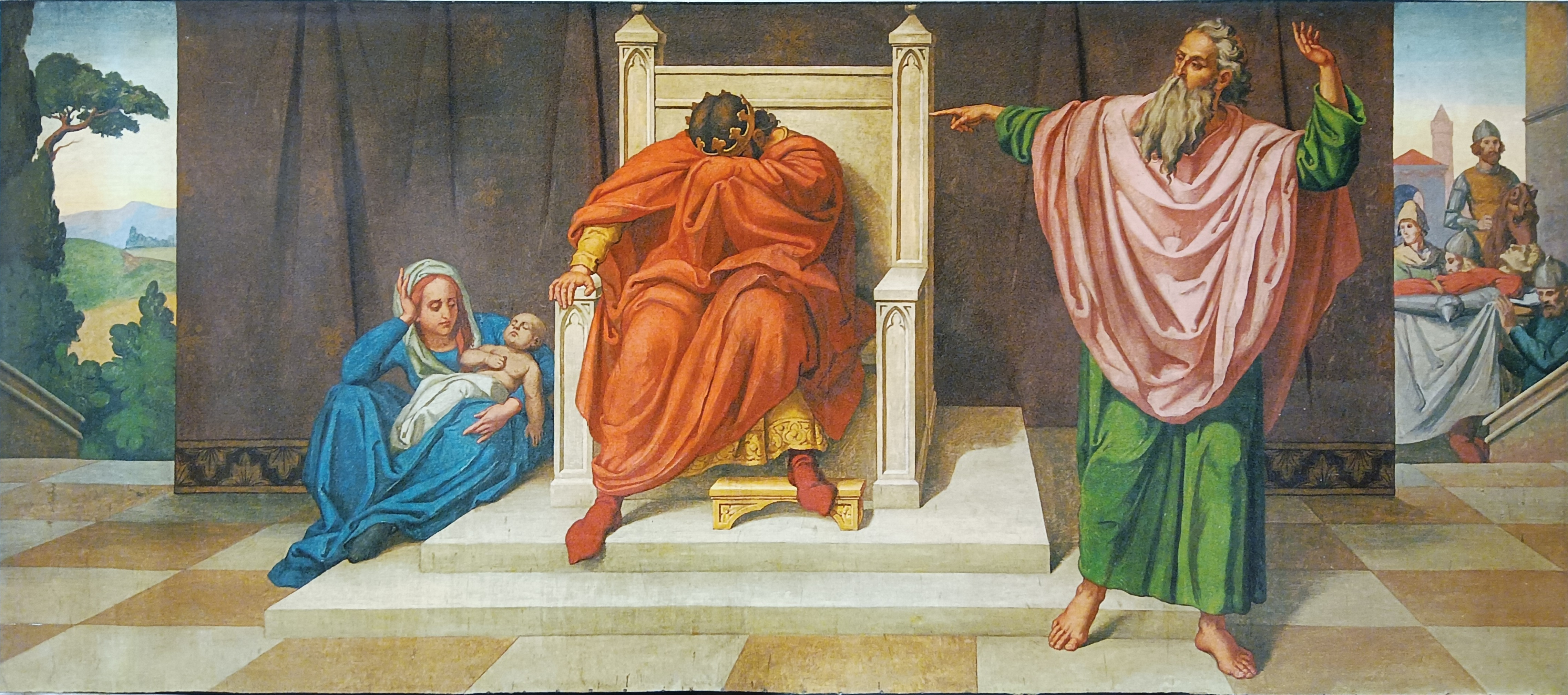
IX. Nathan juge David convoitant Bethsabée
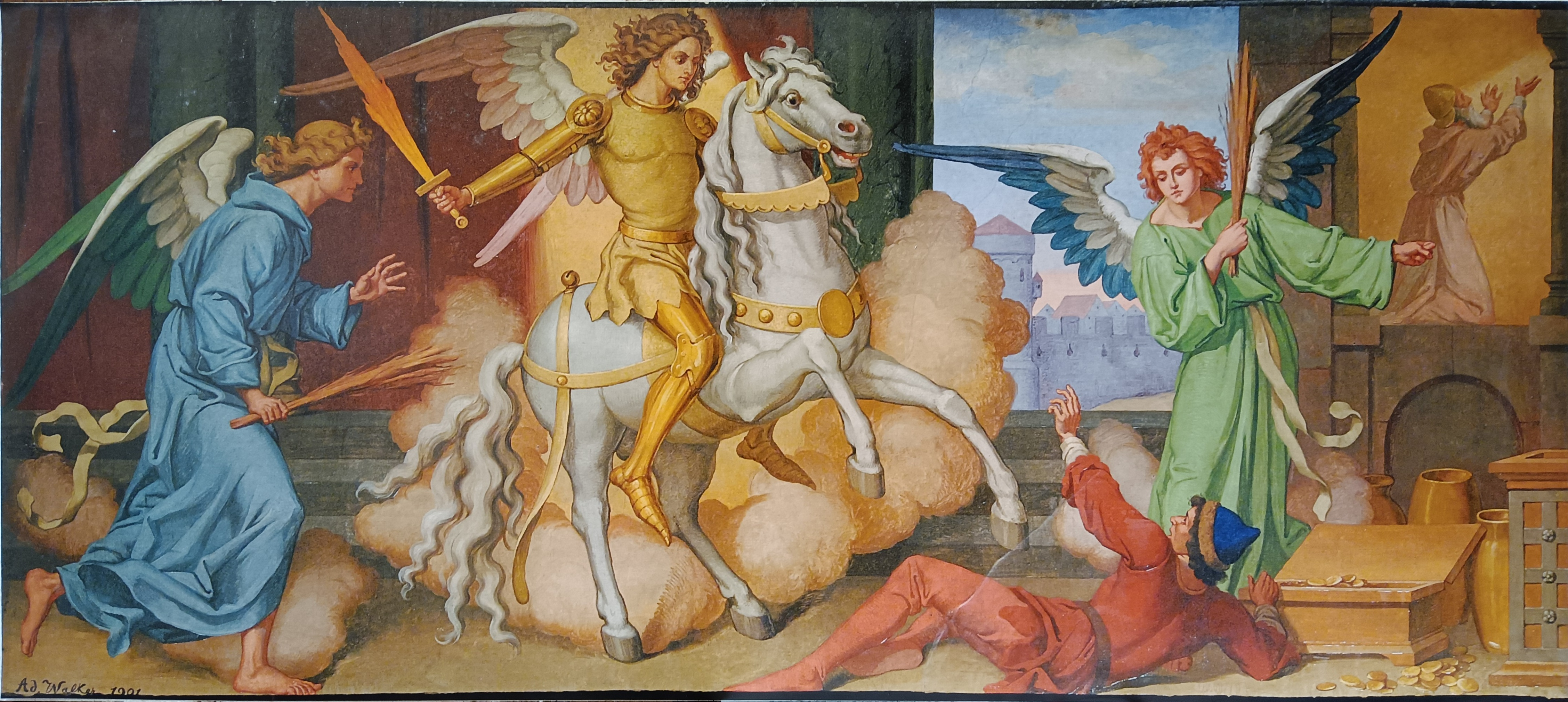
X. Héliodore convoite le trésor jugé par le cavalier et deux anges

- Enfin sont également présents, un diptyque de peintures dédiées à la Vierge Marie et une descente de croix.

Les autres peintures : dans les transepts
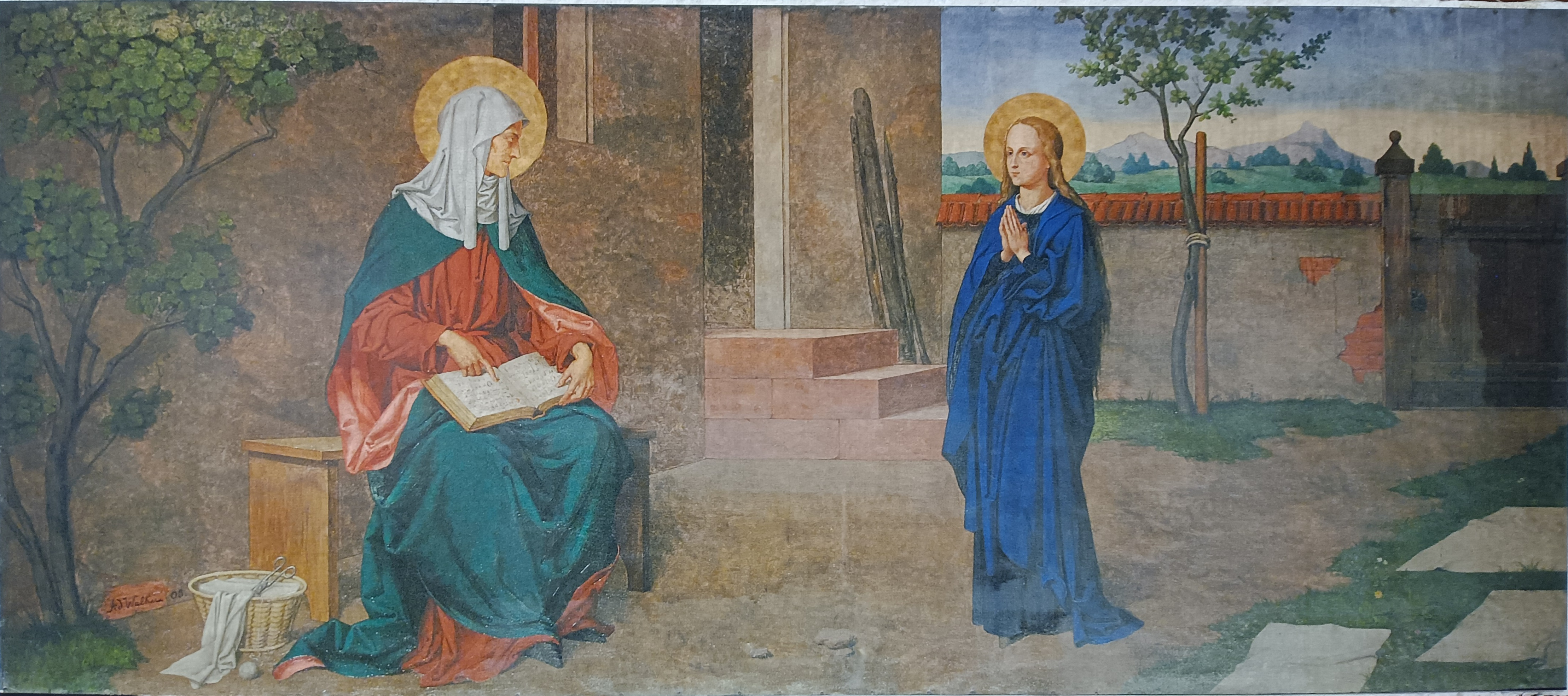
Marie formée par sa mère Anne.
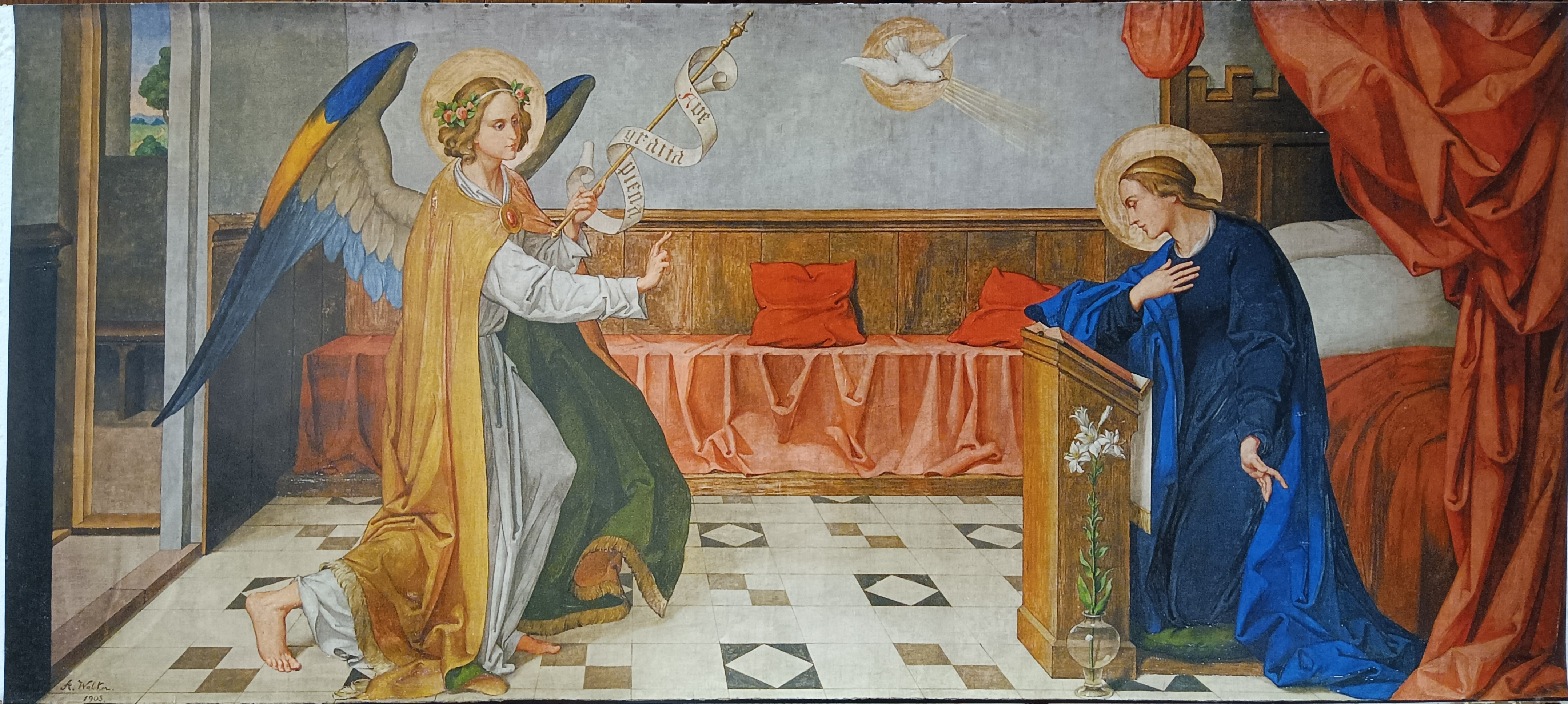
L'Annonciation de l'ange à Marie.

### Statues: les Douze Apôtres, la piéta, et divers
Enfin de nombreuses statues de saints ornent les piliers avec les Douze Apôtres dont Paul, le transept avec la Piéta et Saint Joseph, et dans les bas-côtés en commençant par la gauche : saint Jean-Paul II, saint Louis de Gonzague, sainte Thérèse de Lisieux, saint Jacques le Mineur (?) et saint Antoine de Padoue.

## Orgue
Des orgues Koulen datant de 1888 sont au sud, placé latéralement par rapport à l’édifice.

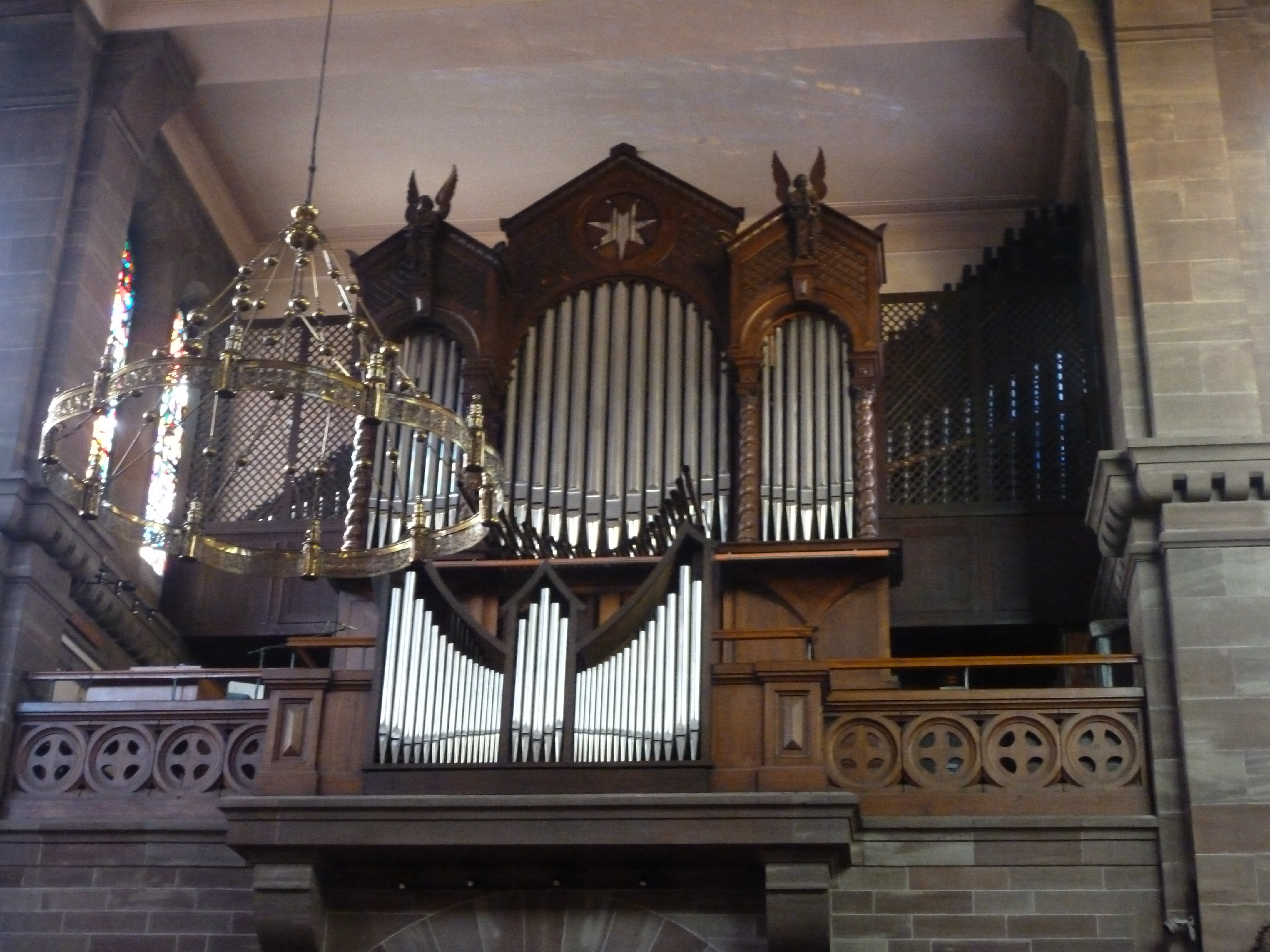
Église Saint Aloyse de Neudorf 03